# Dasyscyphella castaneicola
Dasyscyphella castaneicola är en svampart som först beskrevs av Graddon, och fick sitt nu gällande namn av Raitv. 2002. Dasyscyphella castaneicola ingår i släktet Dasyscyphella och familjen Hyaloscyphaceae.   Inga underarter finns listade i Catalogue of Life.